# 15 (număr)
15 (cincisprezece) este un număr natural precedat de 14 și urmat de 16.

## În matematică

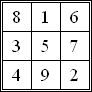
Pătrat magic

- Este un număr compus,[1] având divizorii 1, 3, 5, 15.
- Este un număr prim Mersenne.[2]
- Este un număr semiprim.[3][4]
- Este un număr briliant.[5][6] deoarece este un produs de numere prime având același număr de cifre.
- Este un număr Størmer.[7][8]
- Este un număr dublu factorial.[9][10]
- Este un număr hexagonal.[11]
- Este un număr centrat tetraedric.[12]
- Este un număr pentatopic.[13]
- Este un număr repdigit în sistemul binar (11112) și în sistemul cuaternar (334).
- Este constanta magică a unui pătrat magic normal de ordinul 3:
- Este rezultatul adunării numerelor de la 1 la 5: 15 = 1 + 2 + 3 + 4 + 5.
- Deoarece 15 este produsul a două prime Fermat distincte (mai exact 3 și 5), se poate construi cu rigla și compasul un poligon regulat cu 15 laturi.

## În știință
- Este numărul atomic al fosforului.[14]
- Grupa a 15-a din tabelul periodic al elementelor este grupa pnictogenilor și conține elementele chimice azot, fosfor, arsen, stibiu, bismut și moscoviu.

### Astronomie
- NGC 15 este o galaxie inelară în constelația Pegas.
- Messier 15 este un roi globular din constelația Pegas.
- 15 Eunomia este o planetă minoră.
- 15 Arietis este o stea din constelația Berbecul.
- 15 Andromedae este o stea din constelația Andromeda.
- 15P/Finlay este o cometă periodică din sistemul solar.

## În cultura populară
- În serialul TV LOST: Naufragiații, 15 este unul dintre cele 6 numere recurente (4, 8, 15, 16, 23, 42) care apar frecvent pe tot parcursul emisiunii.

## Alte domenii
- Codul pentru departamentul francez Cantal.
- După 15 ani de căsătorie este aniversată nunta de cristal.[15]
- Vârsta de consimțământ sexual în unele state.[16]
- Fifteen (15), un cântec de Taylor Swift.
- DN15, DN15A, DN15B, DN15C, DN15D, DN15E, drumuri naționale din România.